# Costus leucanthus
Costus leucanthus är en enhjärtbladig växtart som beskrevs av Paulus Johannes Maria Maas. Costus leucanthus ingår i släktet Costus och familjen Costaceae. Inga underarter finns listade.